# Уметничко клизање на Летњим олимпијским играма 1908.
На четвртим Летњим олимпијским играма 1908. у Лондону, први пут се међу олимпијским спортовима нашло и уметничко клизање. Тада се први пут десило да један зимски спорт учествује на том такмичењу. Тек ће 16 година касније бити одржане прве Зимске олипијске игре, а до тада је уметничко клизање равноправно са осталим спортовима учествовати на Летњим олимпијским играма. На овим играма такмичило се у четири дисциплине: мушкарци и жене појединачно, специјалне фигуре мушацио и парови.
Такмичење је одржано 28. и 29. октобра, 1908 у Prince's Skating Club, у лондонском округу Knightsbridge.
Учествовао је 21 такмичар (16 мушкараца и 5 жена) из 6 земаља. Медаље су освојили представници четири земље, а без медаља су остале Аргентина и САД.

## Земље учеснице
- Аргентина 1 (1+0)
- Немачка 3 (2+1)
- Уједињено Краљевство 11 (7+4)
- Русија 1 (1+0)
- Шведска 4 (3+1)
- Сједињене Америчке Државе 1 (1+0}

## Освајачи медаља
| Дисциплина                        |                                   | Резултат |                                                       | Резултат |                                                  | Резултат |
| Мушкарци појединачно детаљи       | Улрих Салков · Шведска            | 377,3    | Ричард Јохансон · Шведска                             | 365,2    | Пер Торен · Шведска                              | 357,4    |
| Мушкарци специјалне фигуре детаљи | Николај Панин · Русија            | 43,8     | Артур Каминг · Уједињено Краљевство                   | 32,8     | Џефри Хал-Сеј · Уједињено Краљевство             | 20,8     |
| Жене појединачно детаљи           | Меџ Сајерс · Уједињено Краљевство | 252,5    | Елза Реншмит Немачка                                  | 211,0    | Дороти Гринхоф-Смит · Уједињено Краљевство       | 192,1    |
| Парови детаљи                     | Ана Хиблер Хајнрих Бургер Немачка | 11,20    | Филис Џонсон · Џејмс Х. Џонсон · Уједињено Краљевство | 10,30    | Меџ Сајерс · Едгар Сајерс · Уједињено Краљевство | 9,60     |

## Биланс медаља
| Ранг | Држава               | Злато | Сребро | Бронза | Укупно |
| 1    | Уједињено Краљевство | 1     | 2      | 3      | 6      |
| 2    | Шведска              | 1     | 1      | 1      | 3      |
| 3    | Немачка              | 1     | 1      | 0      | 2      |
| 4    | Русија               | 1     | 0      | 0      | 1      |
|      | Укупно (4)           | 4     | 4      | 4      | 12     |